# Ione (Oregon)
Ione az Amerikai Egyesült Államok északnyugati részén, Oregon állam Morrow megyéjében, a Columbia-folyótól délre, a Kék-hegységtől északnyugatra, az Interstate 84-től 43 km-re délre, a 74-es út mentén, Heppnertől 29 km-re északnyugatra, Portlandtől pedig 278 km-re keletre helyezkedik el. A 2010. évi népszámláláskor 329 lakosa volt. A város területe 1,68 km², melynek 100%-a szárazföld.
A településen keresztülfolyik a Heppner–Lexington–Arlington vonalat követő Willow-patak.
A 74-es út a 210 km hosszú, az Interstate 84-et a Columbia-folyó és a Willow-patak ionei része mentén a John Day-folyó Kék-hegységben található északi ágával összekötő Blue Mountain Scenic Byway része.

## Történet
A települést E. G. Sperry földtulajdonos nevezte el 1883-ban Ione Arthur, egy a családnál látogatóban lévő lány után. Az első bolt tulajdonosa, illetve a postahivatal 1884-es létrehozásától az első postamester Aaron Royse volt.
A közösség létrejöttekor a bevándorlók juhtenyésztésből éltek; a később marhatenyésztéssel és gabonatermesztéssel kiegészülő ágazat ma is fontos szerepet tölt be.

## Éghajlat
A város éghajlata a Köppen-skála szerint meleg nyári mediterrán (Csb-vel jelölve). A legcsapadékosabb hónapok május és november, a legszárazabb pedig a július–augusztus közötti időszak. A legmelegebb hónap július, a leghidegebb pedig december.
| Hónap                         | Jan.  | Feb.  | Már.  | Ápr. | Máj. | Jún. | Júl. | Aug. | Szep. | Okt.  | Nov.  | Dec.  | Év    |
| ----------------------------- | ----- | ----- | ----- | ---- | ---- | ---- | ---- | ---- | ----- | ----- | ----- | ----- | ----- |
| Rekord max. hőmérséklet (°C)  | 23,3  | 23,9  | 26,7  | 31,7 | 36,7 | 40,6 | 42,2 | 42,2 | 37,2  | 33,3  | 26,1  | 23,9  | 42,2  |
| Átlagos max. hőmérséklet (°C) | 6,7   | 8,9   | 12,8  | 16,1 | 20,6 | 25,0 | 30,0 | 30,0 | 25,0  | 17,8  | 10,6  | 5,6   | 17,5  |
| Átlaghőmérséklet (°C)         | 2,0   | 3,5   | 7,0   | 9,5  | 13,7 | 17,2 | 21,1 | 20,9 | 16,7  | 10,6  | 5,3   | 1,2   | 10,8  |
| Átlagos min. hőmérséklet (°C) | −2,8  | −2,2  | 1,1   | 2,8  | 6,7  | 9,4  | 12,2 | 11,7 | 8,3   | 3,3   | 0,0   | −3,3  | 4,0   |
| Rekord min. hőmérséklet (°C)  | −27,8 | −27,8 | −12,8 | −7,2 | −3,9 | −0,6 | 1,7  | 2,2  | −3,9  | −12,2 | −22,8 | −26,1 | −27,8 |
| Átl. csapadékmennyiség (mm)   | 37    | 30    | 39    | 38   | 42   | 35   | 9    | 10   | 14    | 29    | 41    | 34    | 358   |
| Forrás: The Weather Channel   |       |       |       |      |      |      |      |      |       |       |       |       |       |

## Népesség

### 2010
A 2010-es népszámláláskor a városnak 329 lakója, 132 háztartása és 90 családja volt. A népsűrűség 195,8 fő/km2. A lakóegységek száma 154, sűrűségük 91,7 db/km2. A lakosok 86,6%-a fehér,  0,9%-a indián, 0,6%-a ázsiai,  8,2%-a egyéb, 3,6%-a pedig kettő vagy több etnikumú. A spanyol vagy latino származásúak aránya 11,9% (10,9% mexikói,   0,9% egyéb spanyol vagy latino származású.)
A háztartások 34,8%-ában élt 18 évnél fiatalabb. 61,4% házas, 3% egyedülálló nő, 3,8% egyedülálló férfi, 31,8% pedig nem család. 24,2% egyedül élt; 12,9%-uk 65 éves vagy idősebb. Egy háztartásban átlagosan 2,49 személy élt; a családok átlagmérete 3,03 fő.
A medián életkor 42,3 év volt. A város lakóinak 24,6%-a 18 évesnél fiatalabb, 8,9% 18 és 24 év közötti, 19,4%-uk 25 és 44 év közötti, 32,5%-uk 45 és 64 év közötti, 14,6%-uk pedig 65 éves vagy idősebb. A lakosok 52%-a férfi, 48%-a pedig nő.

### 2000
A 2000-es népszámláláskor  a városnak 321 lakója, 127 háztartása és 86 családja volt. A népsűrűség 191,1 fő/km2. A lakóegységek száma 142, sűrűségük 84,5 db/km2. A lakosok 97,82%-a fehér,     2,18%-a egyéb-, . A spanyol vagy latino származásúak aránya 3,12% (3,12% mexikói,   )
A háztartások 32,3%-ában élt 18 évnél fiatalabb. 59,1% házas, 6,3% egyedülálló nő; 31,5% pedig nem család. 29,1% egyedül élt; 10,2%-uk 65 éves vagy idősebb. Egy háztartásban átlagosan 2,53 személy élt; a családok átlagmérete 3,09 fő.
A város lakóinak 28,3%-a 18 évesnél fiatalabb, 5,6% 18 és 24 év közötti, 29,6%-uk 25 és 44 év közötti, 20,6%-uk 45 és 64 év közötti, 15,9%-uk pedig 65 éves vagy idősebb. A medián életkor 38 év volt. Minden 100 nőre 112,6 férfi jut; a 18 évnél idősebb nőknél ez az arány 111.
A háztartások medián bevétele 37 500 amerikai dollár, ez az érték családoknál $43 750. A férfiak medián keresete $32 143, míg a nőké $21 250. A város egy főre jutó bevétele (PCI) $14 531. A családok 5,8%-a, a teljes népesség 6,2%-a élt létminimum alatt; a 18 év alattiaknál ez a szám 5,3%, a 65 évnél idősebbeknél pedig 9,7%.

## Oktatás és gazdaság
A város oktatási intézményében (Ione Community Charter School) óvodától 12. osztályig 200 diák tanul. A korábban a Morrow megyei Iskolakerület alá tartozó iskola fenntartója ma a város saját tankerülete.
A 2002-es adatok alapján a legnagyobb foglalkoztatók az iskola, illetve a Columbia Basin Electric Co-op, a Miller & Sons Welding és a Heppner Gazette-Times hetilap, melyek székhelye Heppnerben van.

## Fordítás
Ez a szócikk részben vagy egészben  az   Ione, Oregon című angol Wikipédia-szócikk ezen változatának fordításán alapul.  Az eredeti cikk szerkesztőit annak laptörténete sorolja fel. Ez a jelzés csupán a megfogalmazás eredetét és a szerzői jogokat jelzi, nem szolgál a cikkben szereplő információk forrásmegjelöléseként.